# Axel von Fersen (1798–1838)
Axel von Fersen, född 4 augusti 1798 i Klara församling i Stockholm, död 24 mars 1838 i Pisa, var en svensk greve, godsägare och militär.

## Biografi
Axel von Fersen var son till Fabian von Fersen. Redan som barn blev han fanjunkare vid Svea livgarde och blev 1815 kornett vid Livgardet till häst, 1817 andre löjtnant där, 1819 förste löjtnant och 1821 ryttmästare. 1822 utsågs Axel von Fersen till adjutant hos Karl XIV Johan men fick redan efter drygt en månad avsked med tillstånd att kvarstå som ryttmästare i armén. 1823 befordrades han till major. 
Efter sin far ärvde han 1818 Ljungs slott och Steninge slott. Axel von Fersen var mycket intresserad av hästavel och importerade hästar från England. Han var även en av de första i Sverige att anordna hästkapplöpningar, från 1831 främst genom den då grundade Patriotiska föreningen för Sveriges hästcultur, som upplöstes 1848.
Axel von Fersen blev 1824 riddare av Svärdsorden. Han var ogift. Hans stora tillgångar ärvdes av brodern greve Hans von Fersen.